# Xương rắn (thực vật)
Xương rắn, xương rồng tàu hay xương rồng bát tiên (danh pháp hai phần: Euphorbia milii) là một loài thực vật có hoa thuộc Họ Đại kích (Euphorbiaceae), có nguồn gốc từ Madagascar.

## Miêu tả
Cây bụi, phân cành nhánh nhiều, có nhựa trắng. Thân bò ngang xà hay hơi đứng, màu xám, gai rất nhọn, dài thẳng và có gốc lớn. Phiến lá hình bầu dục, đầu tròn và thuôn dần ở gốc thành cuống không rõ. Cụm hoa mọc trên cuống dài, 2 lá bắc to, tròn, màu sắc khác nhau bọc lấy bao hoa. Tổng bao có hình chuông; có 4 tuyến hình bầu dục.

## Phân thứ loài
Euphorbia milii được chia thành các nhánh sau:
- Euphorbia milii var. bevilanensis [2]
- Euphorbia milii thứ hislopii[3]
- Euphorbia milii thứ longifolia[4]
- Euphorbia milii thứ milii[5]
- Euphorbia milii thứ roseana[6]
- Euphorbia milii thứ splendens[7]
- Euphorbia milii thứ tenuispina[8]
- Euphorbia milii thứ tulearensis[9]
- Euphorbia milii thứ vulcanii[10]

## Công dụng và ảnh
Được trồng làm cảnh.

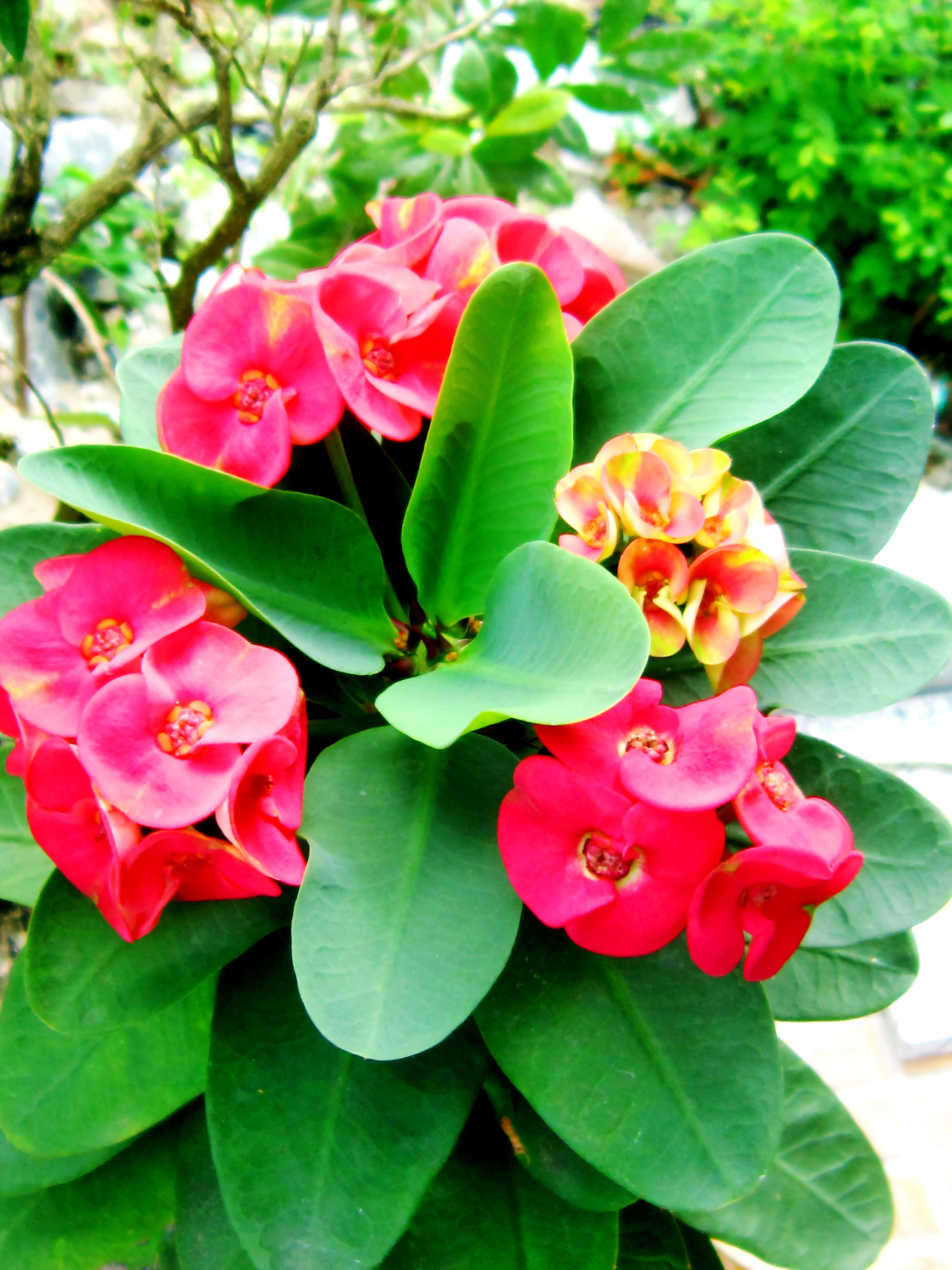
Xương rồng bát tiên trổ hoa màu đỏ, có đóa lẫn chút màu vàng.
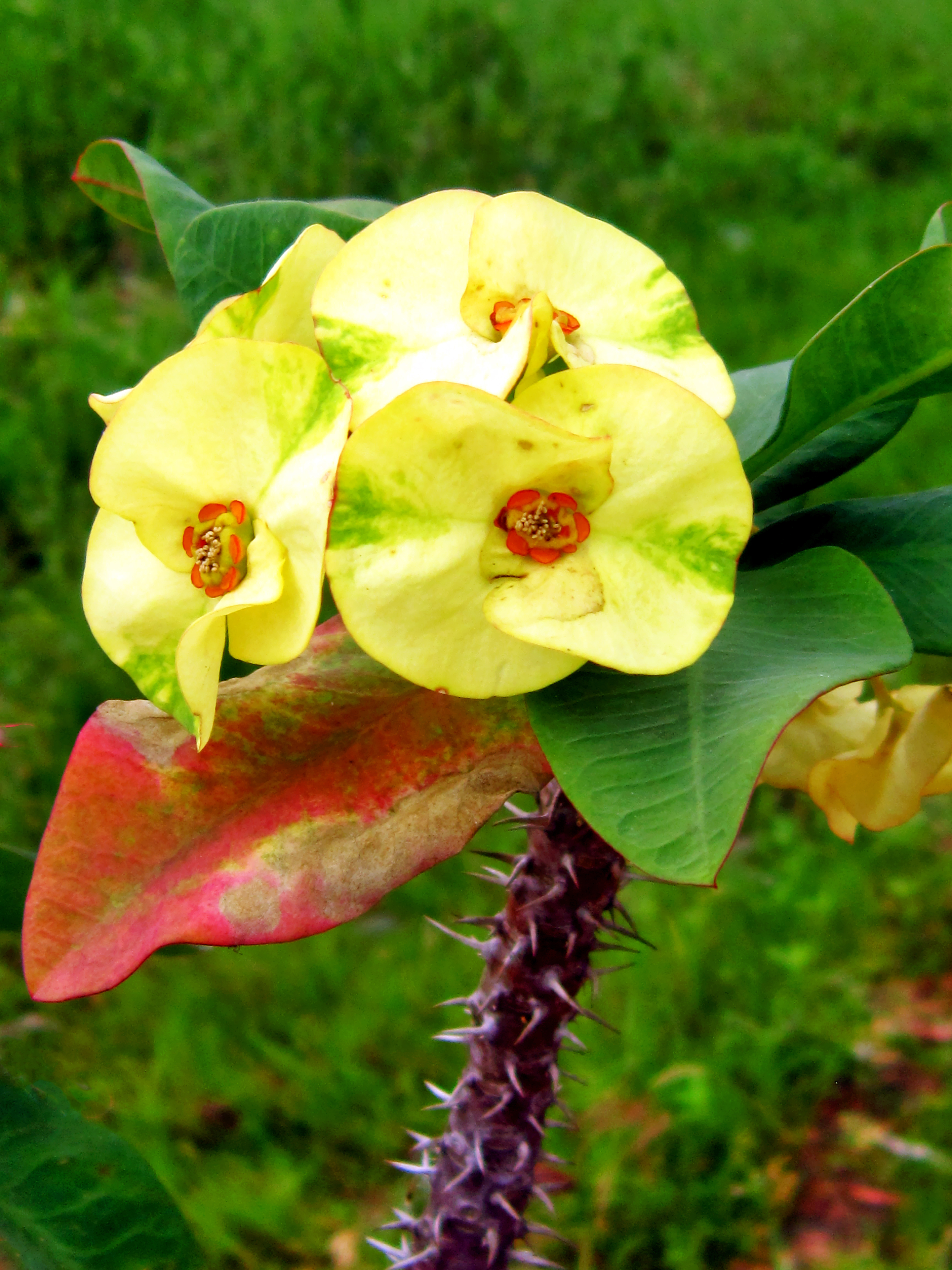
Xương rồng bát tiên trổ hoa màu vàng.